# 伊藤隼也
伊藤 隼也（いとう しゅんや）はフリーランスカメラマン出身の医療ジャーナリストである。東京都出身。株式会社医療情報研究所（東京都中野区）代表。

## 主な経歴
主婦の友社写真部勤務を経て、1982年代からはフリーランスカメラマンとして活動、女優やグラビアアイドルの写真集を多数手がける（#写真集および著作（監修含む）参照）。
1994年に自身の父親を亡くした事をきっかけに医療問題に深い関心を持ち、2000年から医療ジャーナリストとして活動を開始。
週刊文春をはじめ記事掲載多数。2009年には週刊文春「産婦人科の戦慄」にて第15回「編集者が選ぶ雑誌ジャーナリズム賞」大賞を受賞。
フジテレビ『情報プレゼンター とくダネ!』他テレビ出演多数。
東京都病院協会医療安全推進委員会、東京都医療安全推進事業評価委員会、厚生労働省新型インフルエンザ専門家会議、ドクターヘリ運航費用 の多様化に関する有識者懇談会等の委員を歴任。
日本医学ジャーナリスト協会会員

## 批判
- 国立がん研究センターは、週刊文春2010年11月11日号（11月4日発売）における伊藤と同誌取材班による「『がん治療』日本はここまで遅れていた！」と題された記事について、国立がん研究センターが「がん難民に対して何ら策を講じずに、がん難民を作り続けている」という誤解を与えるものであり、ある思惑を持って記したのではないかと感ぜざるを得ないとの見解を示した[4][5]。
- 福島第一原子力発電所事故の後、東京大学医科学研究所の上昌広特任教授がTwitterで発信した内容[6]を、伊藤が2011年11月7日にTwitterで「福島医大からは100名が退職した」などと拡散したが[7]、そのような事実はないことが確認された後も、伊藤は訂正していないことが批判された[8]。
- やや日刊カルト新聞の藤倉善郎総裁は、自由報道協会が主催した「精神医療被害の実態報告とその改善を求める記者会見」に、サイエントロジー教会の関連団体「市民の人権擁護の会」が出席して会見した問題で、伊藤が記者会見の開催に関与し、記者会見について「市民の人権擁護の会」を支持する内科医の内海聡に教示したために、記者会見にサイエントロジーが紛れ込んでしまったと批判した[9][10][11]。
- 日本薬剤師会は、フジテレビ系列の情報番組「とくダネ！」が2013年6月17日放送分で「医療の常識を疑え！院外の薬局増の裏側」と題し、伊藤も出演・コメントした上で、薬剤師が処方箋の内容を医師に質す疑義照会がほとんど機能しておらず、薬の過剰投与につながっていると報じたことに対し、事実と異なり、視聴者に誤解を与えかねないと強く抗議した[12][13]。
- 情報法制研究所の山本一郎事務局次長・上席研究員や、五本木クリニックの桑満おさむ院長は、伊藤の著書「うつを治したければ医者を疑え！」（2015年）について、「医師による抗うつ剤などの大量処方が理由で自殺者が増え、結果として覚せい剤による死者の25倍に至る」などの記述はデータの読み違いであり、医療不信を煽っていると批判した[14][15]。
- 熊本地震の後、2016年4月16日に伊藤はTwitterで「熊本済生会病院」にて物品や水などの不足があるとの情報の拡散を促す主張を行った[16][17]。一方、済生会熊本病院循環器内科の坂本知浩部長のインタビューでは、地震発生直後も院内の食糧や医療用品は枯渇していないとされ[18]、伊藤の主張と食い違いがみられた。
- 無資格医による中絶手術後に患者が死亡したと報道された水口病院は、本件を最初に報道したフジテレビ「みんなのニュース」を監修し、同院を取材した医療ジャーナリスト（伊藤[19][20]）は、中絶手術と死亡との因果関係が不明であることを理解しており、フジテレビは事実に沿った報道をすることが可能であったにもかかわらず、2016年12月5日に放送された「みんなのニュース」では、中絶手術によって患者が死亡したと視聴者等を意図的にミスリードしようとしたと批判した[21]。同院は、2017年4月7日をもって廃院を余儀なくされ[22]、同10月25日にはフジテレビに対する民事訴訟を提起したが[23]、コロナ禍により裁判継続が困難となり、上告を断念した。

- 新型コロナウイルス感染症が拡大する中、2020年2月23日に伊藤はTwitterで「大阪で原因不明肺炎が7000件も出ているという事実は把握していますよね？」と発言し、物議を醸した。他のTwitterユーザーから「唐突すぎてビックリなんですが」との指摘を受け、「ソースは明かせませんか、僕も昨晩聞いて驚いていますが精査が必要です」とツイートしたが、翌24日に元のツイートを削除した[24]。
- 社会学者の古市憲寿は、「とくだね！」の2020年3月12日放送分の新型コロナウイルス関連の話題において、伊藤が過去にTwitterでインフルエンザワクチンに効果がないと発言していたことを指摘し、「伊藤隼也さんがデータとか言っても、ちょっと何か信じられないのは、なんかインフルエンザワクチンとかにも反対してるじゃないですか」などと批判した[25]。
- 厚生労働省は、「とくダネ！」の2020年5月8日放送分の新型コロナウイルス関連の話題において、伊藤が「厚生労働省はPCR検査など感染防止のために使うものに補助金を出しているが、特定のメーカーを名指しし、行政が使っていないものは使ってはいけないという通知を出している」と発言したことに対し、関係する通知に「行政が使っていないものは使ってはいけない」旨の記載はなく、例えば民間機関におけるPCR検査機器の導入補助のためにも活用可能であるなどと否定した[26]。

## 写真集および著作（監修含む）
- 「永井陽子」(1986) （スコラ）ISBN 978-4-06-170812-9
- 「渡辺玖未―マドンナメイト写真集」 (1986) （マドンナ社）ISBN 978-4-576-86134-0
- 「堀江しのぶ―マドンナメイト写真集」 (1986) （マドンナ社）ISBN 978-4-576-86125-8
- 「真夏ゆかり―マドンナメイト写真集」 (1986) （マドンナ社）ISBN 978-4-576-86110-4
- 「舵川まり子―マドンナメイト写真集」 (1986) （マドンナ社）ISBN 978-4-576-86103-6
- 「阿川いづみ―マドンナメイト写真集」 (1986) （マドンナ社）ISBN 978-4-576-86045-9
- 「樹ますみ」(1987) （スコラ）ISBN 978-4-06-170822-8
- 「染井真理 : Temptation」(1987) （スコラ）ISBN 978-4-06-170826-6
- 「八木さおり : さわやかな季節が…」(1987) （講談社）ISBN 978-4-06-190110-0
- 「井上あんり : 水晶花」(1987) （スコラ）ISBN 978-4-06-170819-8
- 「吉田真里子」(1988) （講談社）ISBN 978-4-06-101632-3
- 「置手紙 : 山崎かおり写真集」(1988) （英知出版）
- 「君だけに愛を : 茂野幸子写真集」(1988) （英知出版）
- 「安西あゆみ写真集」(1988) （近代映画社）ISBN 978-4-7648-1549-0
- 「小川範子」(1988) （講談社）ISBN 978-4-06-101633-0
- 「Little romance : 吉田真里子写真集」(1989) （講談社）ISBN 978-4-06-103106-7
- 「石川真理絵写真集」(1989) （英知出版）
- 「細川直美写真集 : 風色のナヴィ」(1989) （大陸書房）ISBN 978-4-8033-2463-1
- 「山岸真璃子 : 北回帰線」(1990) (TIS) ISBN 978-4-8470-2168-8
- 「田中露央沙写真集」(1991) （スコラ）ISBN 978-4-7962-0058-5
- 「小鳩美愛写真集」(1991) （スコラ）ISBN 978-4-7962-0052-3
- 「Wind Fairy(ウィンド・フェアリー)―高瀬彩乃写真集 TAKASE AYANO PURE SEVEN STORYS」 (1992) （アルカディアブックス）ISBN 978-4-87183-689-0
- 「Toshi;beyond the moment : 瞬間に抱かれて」(1992) （浪漫新社）ISBN 978-4-8470-2340-8
- 「結城めぐみ写真集 : Real love 明日に恋して…」(1992) (TIS) ISBN 978-4-8470-2239-5
- 「島田直美写真集 : 天使の憂鬱」(1992) （大陸書房）ISBN 978-4-8033-4221-5
- 「Romantic : はじめての誘惑 田中広子写真集」(1992) (TIS) ISBN 978-4-8470-2285-2
- 「水原ゆう紀写真集 : 黄昏に燃えて…」(1992) （大陸書房）ISBN 978-4-8033-4026-6
- 「亜里香写真集 : Fruity flower」(1992) （スコラ）ISBN 978-4-7962-0067-7
- 「ANTIQUE DOLL―河合あすか写真集」 (1993) （海王社）ISBN 978-4-87724-002-8
- 「ポップコーン―高瀬彩乃写真集 (HEART PICTURE BOOK)」 (1993) （桜桃書房）ISBN 978-4-87183-745-3
- 「ZERO HOUR―斉藤美保写真集」 (1994) （ハートデラックス）ISBN 978-4-7567-0997-4
- 「The list of Cinderella : 裏通りの聖女たち 2」(1995) （英知出版）ISBN 978-4-7542-1390-9
- 「中條瑠美写真集 : Little bird」(1995) （ヒット出版社）ISBN 978-4-938544-63-8
- 「Love―夕樹舞子最終章」 (1996) （英知出版）ISBN 978-4-7542-1131-8
- 「12eyes : 15秒のシンデレラたち コマーシャルの美少女」(1996) （英知出版）ISBN 978-4-7542-1115-8
- 「高橋かおり写真集 : わたし」(1996) （ぶんか社）ISBN 978-4-8211-2122-9
- 「森下純菜 : 初めての体験。」(1996) （スコラ）ISBN 978-4-7962-0398-2
- 「羽田圭子写真集 : Nymphomania」(1997) （英知出版）ISBN 978-4-7542-1152-3
- 「Yume : 私を女優にしてください : 中村英理15歳」(1999) （英知出版）ISBN 978-4-7542-1229-2
- 「Ciao! : 福井裕佳梨写真集」(2000) （ソフトガレージ）ISBN 978-4-921068-47-9
- 「Night and day : 中山あい写真集」(2000) （宙出版）ISBN 978-4-87287-820-2
- 「会いたかった。‐今日より前に―南雅子写真集」 (2000) （英知出版）ISBN 978-4-7542-1246-9

### 著書・監修
- 「これで安心！ 病院選びの掟111」 (2002) （講談社）ISBN 978-4-06-209811-3
- 「患者力で選ぶいい病院」 (2004) （扶桑社）ISBN 978-4-594-04529-6
- 「最強ドクター 治せる！108人」 (2007)（扶桑社）ISBN 978-4-594-05387-1
- 「最強ドクターの奇跡」 (2008) （扶桑社）ISBN 978-4-594-05660-5
- 「医者も知らない？治せる認知症！」 (2010) （宝島社）ISBN 978-4-7966-7755-4
- 「オトコの病気 新常識」ISBN 978-4-06-216281-4、「オンナの病気 新常識」 (2011) （講談社）ISBN 978-4-06-216282-1
- 「世界一分かりやすい放射能の本当の話 子どもを守る編」監修 (2011) （宝島社）ISBN 978-4-7966-8594-8
- 「ボケない「長寿脳」の作り方 : ドキドキ、ワクワクが鍵だった!」 (2014) （宝島社）ISBN 978-4-8002-2052-3
- 伊藤隼也, 須坂市健康福祉部 著「ボケない「長寿脳」を作る!長野県・須坂エクササイズ」 (2014) （宝島社）ISBN 978-4-8002-3163-5
- 「認知症予防のための簡単レッスン20」 (2014) （文藝春秋）ISBN 978-4-16-660998-7
- 伊藤隼也と特別取材班 著 「うつを治したければ医者を疑え！」 (2015) （小学館）ISBN 978-4-09-396530-9